# 美洲紅點鮭
美洲紅點鮭（學名：Salvelinus fontinalis），又称溪红点鲑或溪鳟（英語：brook trout），為輻鰭魚綱鮭形目鮭科红点鲑属的其中一種溫帶淡水魚，通常背部及背鰭為大理石綠色，具有蟲紋及鑲藍邊的紅色斑點，體側顏色較淡具有灰白色斑點，魚鰭淡紅色，其中臀鰭、腹鰭、胸鰭有一條黑斑紋及白色的前緣，體長可達86（34英寸）。
本魚分布於北美洲加拿大紐芬蘭、哈德遜灣至五大湖、密西西比河流域，並引進其他溫帶地區，棲息在水質清澈、冰冷且溶氧量高的溪流、湖泊底中層水域，會進行季節性洄游，春季時會游至河口、沿海地區，以軟體動物、甲殼類、昆蟲、魚類等為食。被IUCN列為无危保育類動物，可做為食用魚，適合各種烹飪方式食用，另可做為觀賞魚及遊釣魚。